# ماثيو جارفيس (لاعب بوكر)
ماثيو جارفيس هو لاعب بوكر كندي، ولد في 1984 في ريتشموند في كندا.